# Iglesia de Santa María Donnaromita
La iglesia de Santa María Donnaromita (antes iglesia de Santa María de Perceo di Rumania) es una antigua iglesia desconsagrada ubicada en la via Giovanni Paladino en Nápoles.

## Historia

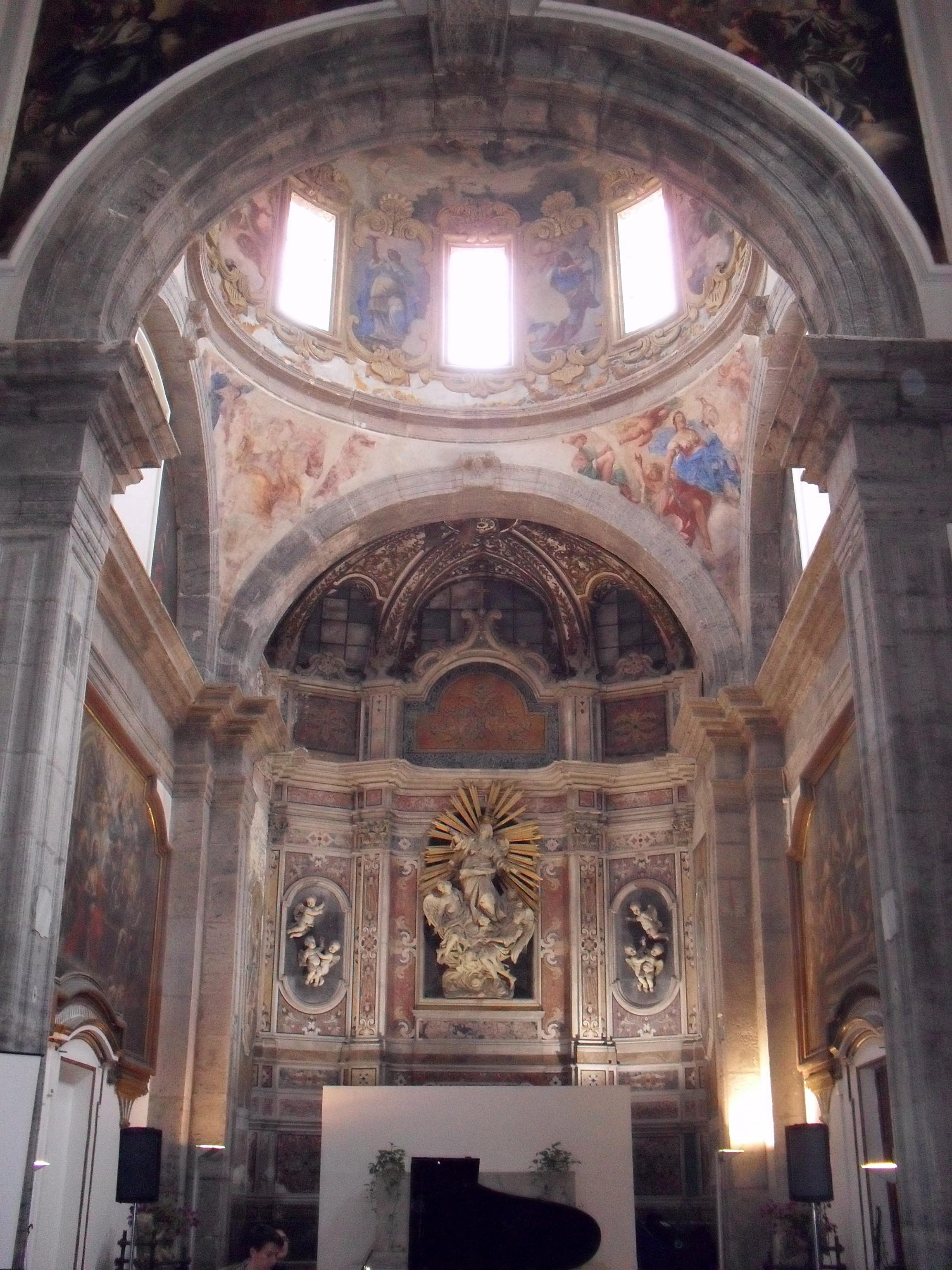
Altar y cúpula

Fue fundado por unas monjas de Constantinopla y es recordado con este nombre desde 1025; en el siglo XIV se construyó una nueva iglesia de considerable tamaño que fue reconstruida en el siglo XVI por Giovanni Francesco di Palma. A finales del mismo siglo, el arquitecto Giovanni Vincenzo Della Monica diseñó el convento con los dos claustros.
Entre los siglos XVII y XVIII se produjeron cambios que lo convirtieron en un ejemplo del barroco. Desde 1762 Giuseppe Astarita trabajó en el convento.
En el siglo XIX el convento fue suprimido dos veces: la primera vez en 1808, durante la década francesa, la segunda en 1824 debido al escaso número de monjas. Fue así la sede de instituciones militares hasta la unificación de Italia, cuando en 1863 fue destinada a la "Escuela de ingenieros". Posteriormente se convirtió, y aún lo es, en la sede del departamento de química y biología de la Universidad Federico II.
Después de los daños causados por el terremoto de 1930, la iglesia fue liberada de las ampliaciones barrocas y restaurada a su estilo renacentista original.
Durante la Segunda Guerra Mundial el templo fue dañado y restaurado después de la guerra. Sin embargo, sufrió varios robos, entre los que destaca el del altar mayor en 1971.

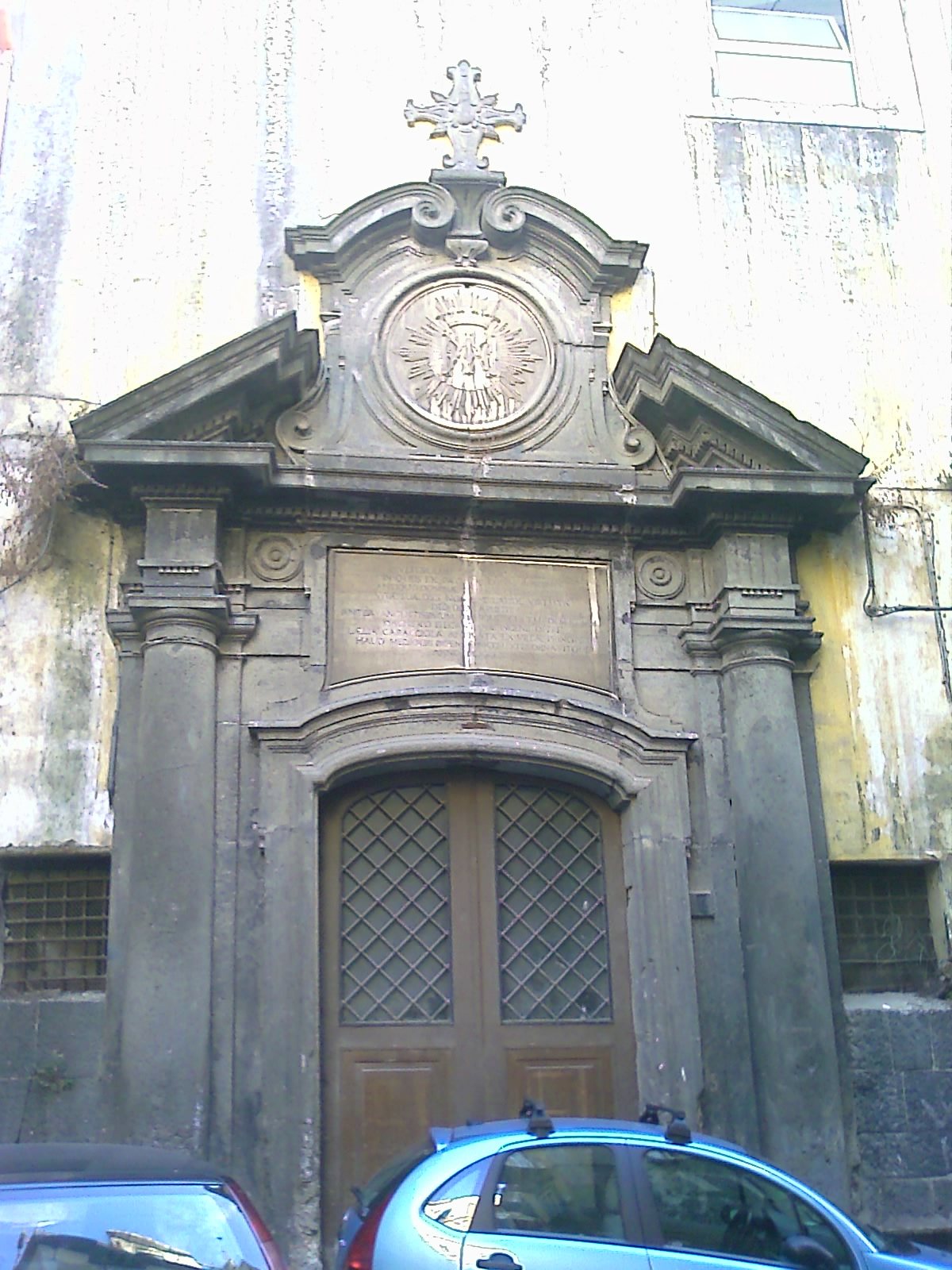
Portal del convento en Vico Donnaromita

## Descripción
El interior presenta formas típicas del Renacimiento napolitano: el techo fue creado entre 1587 y 1590 según un diseño de Giovanni Andrea Magliuolo y pintado por Teodoro d'Errico; en la contrafachada hay una Adoración de los Magos creada por Francesco De Mura en 1728, mientras que la cúpula fue pintada con frescos de Luca Giordano.
En el ábside se encuentran los restos del altar mayor, realizado por los hermanos escultores Bartolomeo Ghetti y Pietro Ghetti; el suelo es del riggiolair Donato Massa. En una capilla se encuentra la tumba del duque Teodoro adaptada a sarcófago romano.
En Vico Donnaromita hay un portal de acceso al convento, fechado en 1762 y diseñado por Giuseppe Astarita en piperno y con líneas clásicas. Está compuesto por dos columnas de orden toscano y en el centro del tímpano roto un gran medallón que lleva un símbolo mariano, coronado por una cruz. El atrio siguiente, también de Astarita, es octogonal y cubierto por un cuenco.